# 近长角条果芥
近长角条果芥（学名：[Parrya subsiliquosa] 错误：{{Lang}}：文本有斜体标记（帮助））为十字花科条果芥属下的一个种。

## 扩展阅读
- 維基物種上的相關：近长角条果芥